# Bailly (Yvelines)
Bailly ist eine französische Gemeinde im Département Yvelines in der Region Île-de-France. Sie liegt im Arrondissement Versailles, gehört zum Kanton Le Chesnay-Rocquencourt und hat 3690 Einwohner (Stand: 1. Januar 2022). Die Einwohner heißen Baillacois und Baillacoises.

## Geographie
Bailly liegt in der Versailler Ebene am Forêt de Marly, einem 20 Quadratkilometer großen Waldgebiet.
Umgeben wird Bailly von den Nachbargemeinden Marly-le-Roi im Norden, Louveciennes im Nordosten, Le Chesnay-Rocquencourt im Osten, Versailles im Südosten, Saint-Cyr-l’École im Süden, Fontenay-le-Fleury im Südwesten, Noisy-le-Roi im Westen und L’Étang-la-Ville im Nordwesten.
Im Gemeindegebiet liegt das Autobahndreieck der Autoroute A 12 mit der Autoroute A 13.

## Geschichte
Das Dorf Bailly entstand im Mittelalter rund um eine Steinkirche. 1438 wütete in Bailly die Pest, und der Hundertjährige Krieg trug weiter dazu bei, Bailly und den gesamten Landstrich zu entvölkern. Nach 1470 gehörte die Ortschaft zum Besitz der Familie Saint-Benoît, die in der ersten Hälfte des 16. Jahrhunderts mit dem Bau eines Schlosses begann. Durch Heirat gelangte dieses mitsamt der Seigneurie an Jacques des Ligneries († 1556), der den Schlossbau vollendete. Später gelangte Bailly in den Besitz von Albert de Gondi, duc de Retz, dessen Familie es 1676 an den französischen König Ludwig XIV. verkaufte.

### Bevölkerungsentwicklung
| Jahr      | 1962 | 1968 | 1975 | 1982 | 1990 | 1999 | 2006 | 2017 | 2021 |
| --------- | ---- | ---- | ---- | ---- | ---- | ---- | ---- | ---- | ---- |
| Einwohner | 655  | 1191 | 1885 | 3679 | 4145 | 4094 | 4022 | 3721 | 3650 |

## Sehenswürdigkeiten

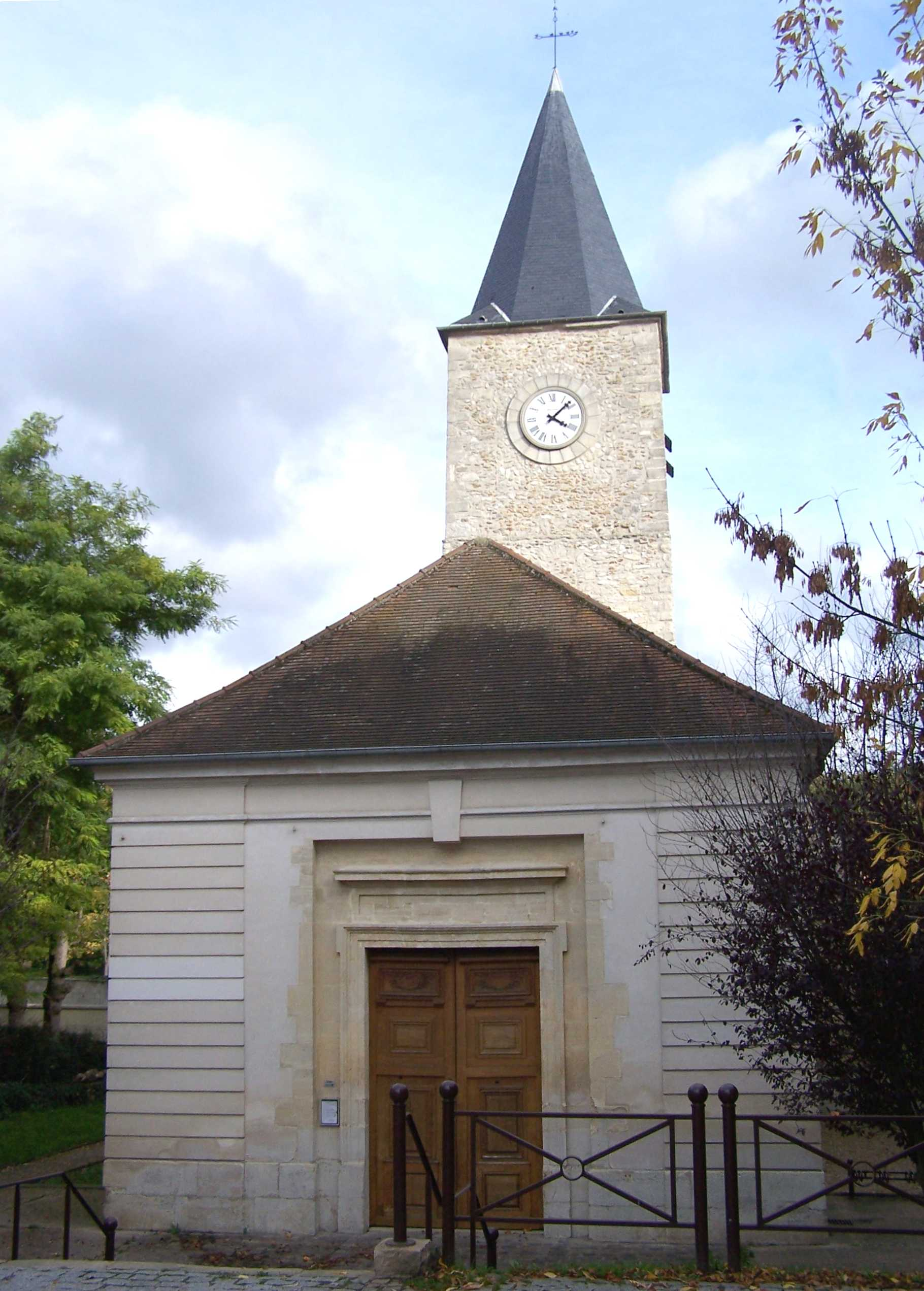
Kirche Saint-Sulpice

- Kirche Saint-Sulpice aus dem 13. Jahrhundert mit Umbauten aus dem 17. Jahrhundert
- Schloss Bailly, aus dem 16. Jahrhundert[2]
- Rathaus und Museum
- Semaphor- und Telegrafenturm
- Alte Geschützstellung aus dem Jahr 1870

## Persönlichkeiten
- Éléonore Moustier (1751–1817), Diplomat
- Friedrich Körner (1921–1998), deutscher General